# Conflans-Sainte-Honorine
Conflans-Sainte-Honorine este un oraș în Franța, sîn departamentul Yvelines, în regiunea Île-de-France.
1. ↑  répertoire géographique des communes, accesat în 26 octombrie 2015
2. ↑  dataset of postal codes in France, 1 octombrie 2018